# Arçelik
Arçelik (prononcé [ɑɾ.t͡ʃɛ.'lik]) est un fabricant turque d'appareils électroménagers et de téléviseurs. Parmi ces appareils, on retrouve du gros électroménager, des appareils électroniques et du petit électroménager.
Arçelik est présent dans plus de 100 pays, comprenant la Chine et les États-Unis, à travers ses 22 filiales internationales et ses 4 500 succursales en Turquie. Le groupe dispose de 14 usines situées en Turquie, en Roumanie, en Russie et en Chine. Ses appareils sont commercialisés sous 11 marques différentes : Arçelik, Beko AC, Altus, Blomberg, Arctic, Leisure, Arstil, Elektra Bregenz, Flavel et Defy, Grundig. Hors Turquie, c’est principalement sous la marque « Beko AC » que les appareils d’Arçelik sont commercialisés.
Arçelik appartient au groupe Koç, plus grand conglomérat turc, avec un chiffre d’affaires de 36,8 milliards d’euros en 2012. Il occupe la première place sur le marché de l’électrodomestique turc, avec ses marques Arçelik et Beko. C’est le troisième groupe européen d’électrodomestique en Europe,. Arçelik a été classé « Numéro Un dans le secteur privé » pour la 14e fois en 19 ans dans le classement des « 500 meilleurs sociétés industrielles en Turquie » réalisé par Chambre d’Industrie Turque.

## Historique
Arçelik a été fondé en 1955 et a démarré son activité dans le secteur de l’électroménager en Turquie, en produisant son premier lave-linge en 1959. En 1960, la production de réfrigérateurs a débuté. En 1968, Arçelik s’installe à Çayırova, près d’Istanbul. Dans les années 1970 et 1980, la société se développe en inaugurant une usine de réfrigérateurs à Eskişehir en 1975, une usine d’aspirateurs à Izmir en 1979 puis une usine de lave-vaisselle à Ankara en 1993.
1999 a été une année de développement et de réorganisation. Arçelik crée Ardem pour fabriquer des appareils de cuisson et rassemble Türk Elektrik Endüstrisi A.Ş. et Atılım ve Gelişim Pazarlama A.Ş. en une seule entité. En 2001, Arçelik prend en charge les activités de marketing et de ventes des appareils Beko, jusque-là effectuées par Beko Ticaret. Cette nouvelle organisation permet à Arçelik de centraliser la production et les ventes, et ainsi d’améliorer la productivité.
En 2002, Arçelik poursuit sa politique d’expansion en rachetant les marques Blomberg (marque premium d’origine allemande), Electra Bregenz (marque leader en Autriche) et Arctic (marque leader en Roumanie).
Arçelik a concentré ses investissements sur le développement de marchés et a ouvert Beko LLC, usine de réfrigérateurs et de lave-linges, le 13 octobre 2006. Il s’agit de la première usine construite par le groupe à l'extérieur de la Turquie.
En 2007, Arçelik rachète une usine de lave-linge en Chine.
Plus récemment, la fusion entre Arçelik et Grundig Elektronik A.Ş. a été déclarée le 27 février 2009. 
En 2011, le groupe fait l'acquisition de l'entreprise Defy en Afrique du Sud.
En 2016, le groupe rachète l'entreprise pakistanaise Dawlance.
En décembre 2020, le japonais Hitachi annonce le rachat au printemps 2021 de 60 % des parts de son activité électroménager à l'international par Arçelik, pour environ 300 millions de dollars. Hors Japon, Hitachi vend ses produits électroménagers principalement en Asie du Sud-Est et au Moyen-Orient. Avec cette alliance, la co-entreprise compte renforcer son activité électroménager en Europe, en Afrique et dans le sous-continent indien.
En janvier 2023, Whirlpool annonce la fusion de ses activités en Europe avec le groupe Arçelik dans une coentreprise détenue à 75 % par ce dernier. En parallèle, Whirpool vend ses activités au Moyen-Orient et en Afrique à Arçelik pour 20 millions d'euros,.

## Position actuelle
Selon les données de la société, Arçelik et Beko comptabilisent 9 % de part sur le marché ouest européen de l’électroménager pose libre. Beko représente environ les 2/3 des ventes globales du groupe Arçelik et figure parmi les premières marques dans de nombreux pays .
Ces quatre dernières années, Arçelik a doublé son chiffre d’affaires. En Turquie, 15 millions de foyers sont équipés en appareils provenant d’Arçelik. Ces indicateurs de performance sont démontrés par les nombreuses distinctions et récompenses internationales reçues par Arçelik pour la qualité et la technologie de ses produits. 

## Marques
- Arçelik
- Beko
- Ardem
- Grundig (rachat)[14]
- Altus

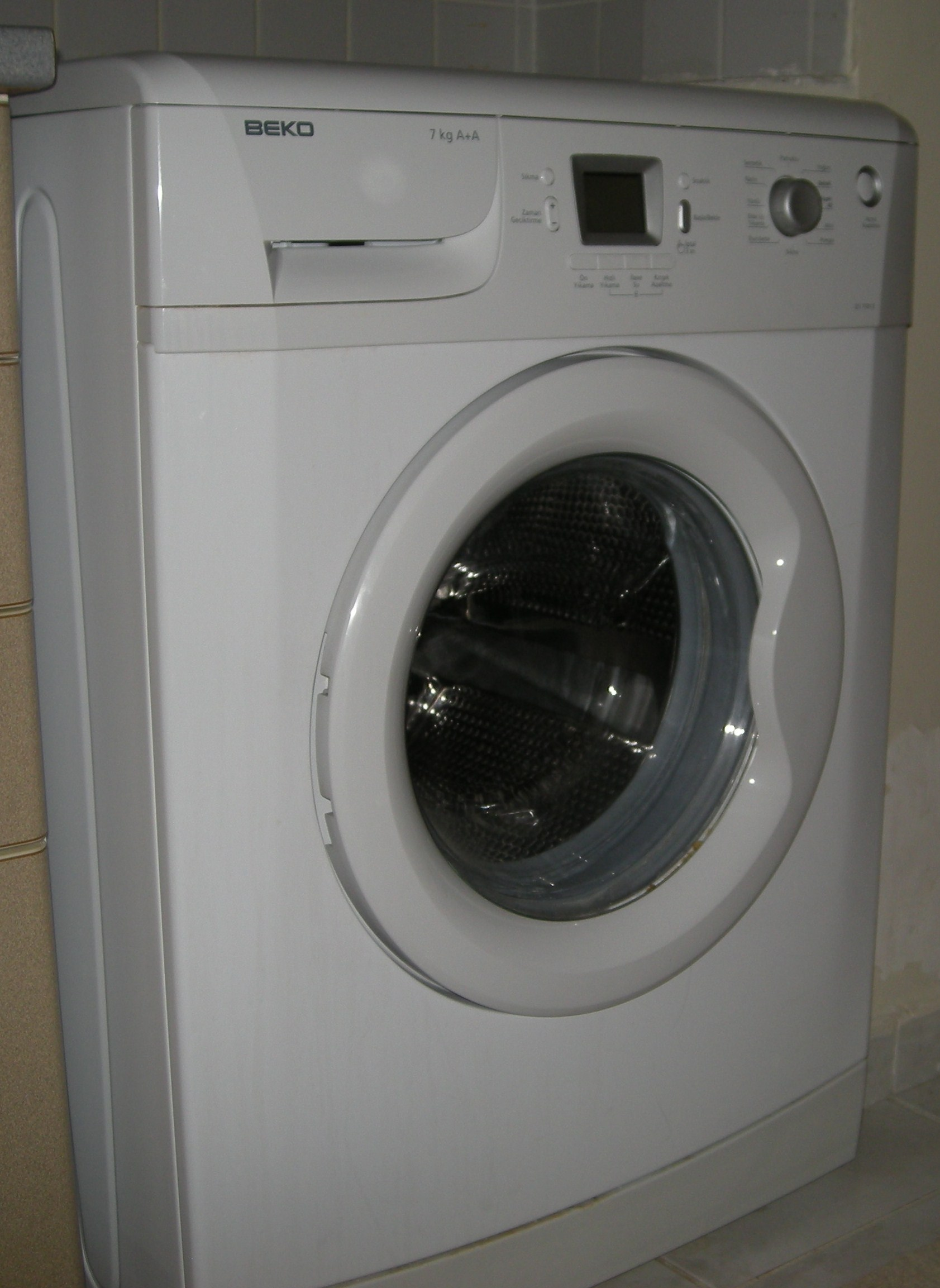
Lave-linge Beko.

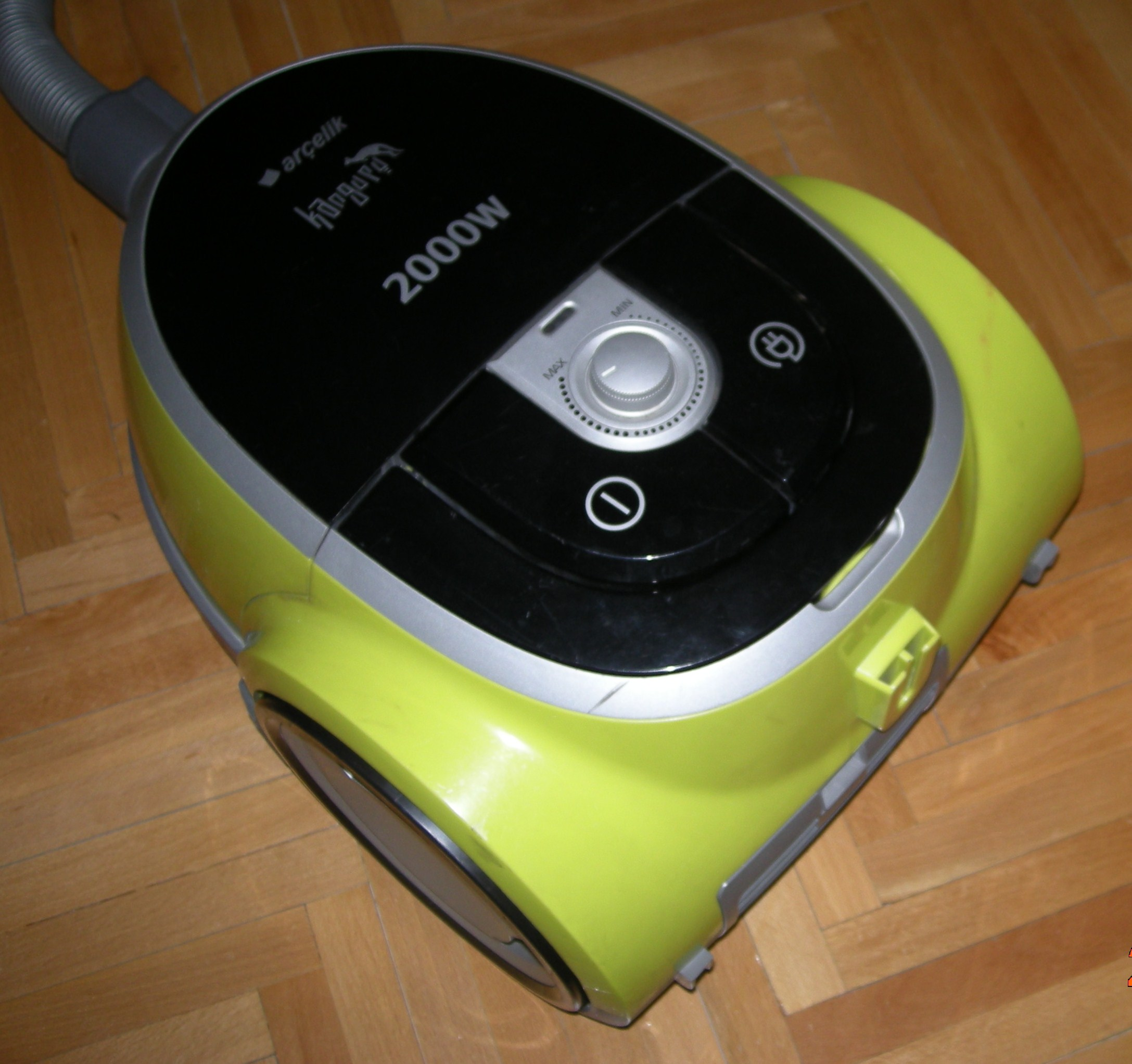
Aspirateur Arçelik.

- Blomberg (électroménager) (de)
- Arctic SA
- Elektra Bregenz (de)
- Leisure
- Flavel
- Defy (en)
- Dawlance

## Savoir-faire et innovation
Avec environ 300 brevets, Arçelik détient 10 % des brevets déposés en Turquie. Arçelik consacre environ 1,5 % de son chiffre d’affaires total à la recherche et au développement et emploie 450 ingénieurs. Travaillant dans le but d'acquérir le leadership technologique dans son secteur, Arçelik a remporté quelques récompenses pour les produits technologiques développés.

## Usines

### En Turquie
- Usine de réfrigérateurs et congélateurs – Eskişehir
- Usine de lave-linge – Çayırova, Istanbul
- Usine d’appareils de cuisson – Bolu
- Usine de lave-vaisselle – Ankara
- Usine de sèche-linge – Çerkezköy, Tekirdağ
- Usine de compresseurs – Eskişehir
- Usine d’appareils électroniques – Beylikdüzü, Istanbul

### Hors de Turquie
- Usine de réfrigérateurs et congélateurs / Arctic S.A. – Găești, Roumanie
- Usine de réfrigérateurs et de lave-linges - Kirzhach, Russie
- Usine de lave-linge - Changzhou, Chine
- Usine de réfrigérateurs - Rayong, Thaïlande

Usines de la filiale Defy Appliances (en):
- Usine de réfrigérateurs - East London, Afrique du Sud
- Usine d'appareils de cuisson et sèche-linges - Jacobs, Afrique du Sud
- Usine de réfrigérateurs et congélateurs coffre - Ezakheni (Ladysmith), Afrique du Sud

Usines de la filiale Dawlance :
- Usine de réfrigérateurs - Hyderabad, Pakistan
- Usine de lave-linge et réfrigérateurs - Karachi, Pakistan
- Usine d'appareils de cuisson et climatiseurs - Karachi, Pakistan

## Communication
Concernant le marketing et la stratégie publicitaire, Beko est l'un des sponsors majeurs du basketball à travers le monde. Depuis 2009, Beko parraine les grands événements internationaux de basket : l'Eurobasket en 2009 en Pologne, le championnat du monde en 2010 en Turquie, l'Eurobasket en 2011 en Lituanie. Beko est également le partenaire principal des grandes compétitions de la FIBA pour 2013 et 2014 : l'Eurobasket en septembre 2013 en Slovénie et le championnat du monde en 2014 en Espagne.
En France, Beko est le partenaire de l’émission télévisée diffusée en prime-time sur M6, Top Chef depuis 2011.
En 2014, il est devenu partenaire du FC Barcelone, club espagnol de football.